# 12 септември
12 септември е 255-ият ден в годината според григорианския календар (256-и през високосна година). Остават 110 дни до края на годината.

## Събития
- 490 пр.н.е. – Гръко-персийски войни: В Битката при Маратон атинската войска и нейните съюзници от Платея спират първото нахлуване на персите в Гърция.
- 1609 г. – Английският мореплавател Хенри Хъдсън открива реката Хъдсън.
- 1683 г. – Голямата турска война: Под ръководството на Ян III Собиески полските въоръжени сили се обединяват с армията на Хабсбургите, за да победят Османската империя в Битката при Виена.
- 1923 г. – Властите извършват обиски в клубове на БКП, разпускат контролираните от нея общински съвети и арестуват около 2500 партийни функционери.
- 1924 г. – Започва тържествения ритуал по освещаване на храм-паметника „Св. Александър Невски“ в София, който продължава до 14 септември.
- 1924 г. – Хората на Иван Михайлов провеждат наказателна акция в района на Горна Джумая.
- 1925 г. – Цар Борис III връчва бойно знаме на Военното училище.
- 1928 г. – Съставено е четиридесет и четвъртото правителство на Царство България, начело с Андрей Ляпчев.
- 1940 г. – Четири момчета откриват рисунки на 17 000 години и предмети, направени от праисторически хора в пещерата Ласко, Франция.
- 1943 г. – Втора световна война: Проведена е Операция Дъб, в която намиращият се под стража италиански диктатор Бенито Мусолини е освободен от немски парашутисти-десантчици, командвани от Ото Скорцени.
- 1953 г. – Джон Кенеди и Жаклин Лий Бувие Кенеди сключват брак.
- 1953 г. – Никита Хрушчов е избран за първи секретар на ЦК на КПСС.
- 1958 г. – Американският инженер Джак Килби прави демонстрация на първата работеща интегрална схема.
- 1959 г. – СССР изстрелва втората си ракета към Луната – Луна 2.
- 1968 г. – Албания обявява, че напуска Варшавския договор.
- 1969 г. – Президентът на САЩ Ричард Никсън заповядва да бъдат прекратени бомбардировките над Северен Виетнам.
- 1970 г. – Палестински терористи взривяват три отвлечени самолети в Йордания, а заложниците преместват минути преди това на тайно място в Аман.
- 1979 г. – Индонезия е ударена от земетресение с магнитуд 8,1 по скалата на Рихтер.
- 1980 г. – В Турция генерал Кенан Еврен извършва военен преврат и става държавен глава.
- 1980 г. – Самолетът при полет 65 на „Флорида Къмютър Еърлайнс“ се разбива в Атлантическия океан близо до остров Гранд Бахама на Бахамските острови. Умират всички 34 души на борда.
- 1990 г. – В Москва е подписан Договор „Две плюс четири“ между двете германски държави и четирите велики сили, победителки във Втората световна война, с който се прокарва пътя към повторното Обединение на Германия.
- 2001 г. – САЩ обявяват Война срещу тероризма.
- 2001 г. – XXXIX народно събрание на Република България приема декларация срещу тероризма.
- 2003 г. – Организацията на обединените нации вдига санкциите над Либия, след като страната се съгласява да поеме отговорността и да компенсира семействата на жертвите в Атентата над Локърби.
- 2005 г. – Израел завършва изтеглянето си на всички войски и заселници от Ивицата Газа.

## Родени
- 1494 г. – Франсоа I, крал на Франция († 1574 г.)
- 1655 г. – Себастиан дьо Бросар, френски композитор († 1720 г.)
- 1814 г. – Август Чешковски, полски философ († 1894 г.)
- 1829 г. – Чарлз Дъдли Уорнър, американски писател († 1900 г.)
- 1876 г. – Флор Алпертс, белгийски композитор († 1954 г.)
- 1888 г. – Морис Шевалие, френски певец и актьор († 1972 г.)
- 1897 г. – Ирен Жолио-Кюри, френска физичка и химичка, Нобелова лауреатка († 1956 г.)
- 1908 г. – Лъчезар Станчев, български поет († 1992 г.)
- 1921 г. – Станислав Лем, полски писател фантаст († 2006 г.)
- 1927 г. – Милка Туйкова, българска актриса († 2008 г.)
- 1930 г. – Александър Карасимеонов, български сценарист († 1991 г.)
- 1931 г. – Иън Холм, британски актьор († 2020 г.)
- 1931 г. – Стоян Гъдев, български актьор († 1999 г.)
- 1934 г. – Михаил Протич, български ендокринолог († 2013 г.)
- 1937 г. – Вълчо Камарашев, български актьор († 2020 г.)
- 1944 г. – Бари Уайт, американски певец († 2003 г.)
- 1944 г. – Винфрид Ньот, немски учен
- 1947 г. – Патрик Футуна, ирландски учен († 1981 г.)
- 1950 г. – Иво Хаджимишев, български художник фотограф
- 1951 г. – Берти Ахерн, министър-председател на Ирландия
- 1951 г. – Джо Пантолиано, американски актьор
- 1952 г. – Зелимхан Яндарбиев, чеченски политик († 2004 г.)
- 1956 г. – Марика Гомбитова, словашка певица, композиторка и музикантка
- 1957 г. – Аня Пенчева, българска актриса
- 1957 г. – Марк Дизен, американски шахматист
- 1957 г. – Ханс Цимер, немски композитор
- 1960 г. – Петър Лесов, български боксьор и треньор по бокс
- 1962 г. – Мери Кей Адамс, американска актриса
- 1965 г. – Рени Врангова, българска актриса
- 1973 г. – Пол Уокър, американски актьор († 2013 г.)
- 1978 г. – Бенджамин Маккензи, американски актьор
- 1980 г. – Хироюки Савано, японски композитор и музикант
- 1983 г. – Павел Христов, български политик
- 1986 г. – Еми Росъм, американска актриса
- 1990 г. – Ренета Камберова, българска спортистка
- 1992 г. – Конър Франта, Youtube влогър и предприемач
- 1994 г. – Ким Намджун, южнокорейски рапър, автор на песни, продуцент и лидер на корейската поп група BTS.
- 1992 г. - Йоханес Щролц, австрийски скиор

## Починали
- 1612 г. – Василий IV, цар на Русия (* 1552 г.)
- 1764 г. – Жан-Филип Рамо, френски композитор (* 1683 г.)
- 1854 г. – Шарл-Франсоа Брисо дьо Мирбел, френски ботаник (* 1776 г.)
- 1874 г. – Франсоа Гизо, френски политик и историк (* 1787 г.)
- 1903 г. – Юлий Розентал, български поет и революционер (* 1872 г.)
- 1917 г. – Елеонора фон Ройс-Кьостриц, царица на българите (* 1860 г.)
- 1919 г. – Леонид Андреев, руски писател (* 1871 г.)
- 1924 г. – Алеко Василев, български революционер (* 1891 г.)
- 1932 г. – Ованес Адамян, арменски изобретател (* 1879 г.)
- 1944 г. – Атанас Стефанов, български военен деец (* 1891 г.)
- 1944 г. – Методи Шаторов, български комунистически деец и партизанин (* 1898 г.)
- 1949 г. – Климент Шапкарев, български революционер и учител (* 1875 г.)
- 1965 г. – Фердинанд Козовски, български политик и военен деец (* 1892 г.)
- 1981 г. – Еудженио Монтале, италиански поет, Нобелов лауреат (* 1896 г.)
- 1989 г. – Стерьо Спасе, албански писател (* 1914 г.)
- 1992 г. – Антъни Пъркинс, американски актьор (* 1932 г.)
- 2006 г. – Атанас Жеков, български художник (* 1926 г.)
- 2009 г. – Норман Борлауг, американски агроном, лауреат на Нобелова награда за мир (* 1914 г.)
- 2009 г. – Джак Креймър, американски тенисист (* 1921 г.)
- 2010 г. – Клод Шаброл, френски режисьор, сценарист и актьор (* 1930 г.)

## Празници
- Ден на програмиста (през високосни години)
- Кабо Верде – Ден на нацията (национален празник)
- Коста Рика – Национален празник на кафето
- Русия – Ден на зачатието